# 엘부르즈산맥

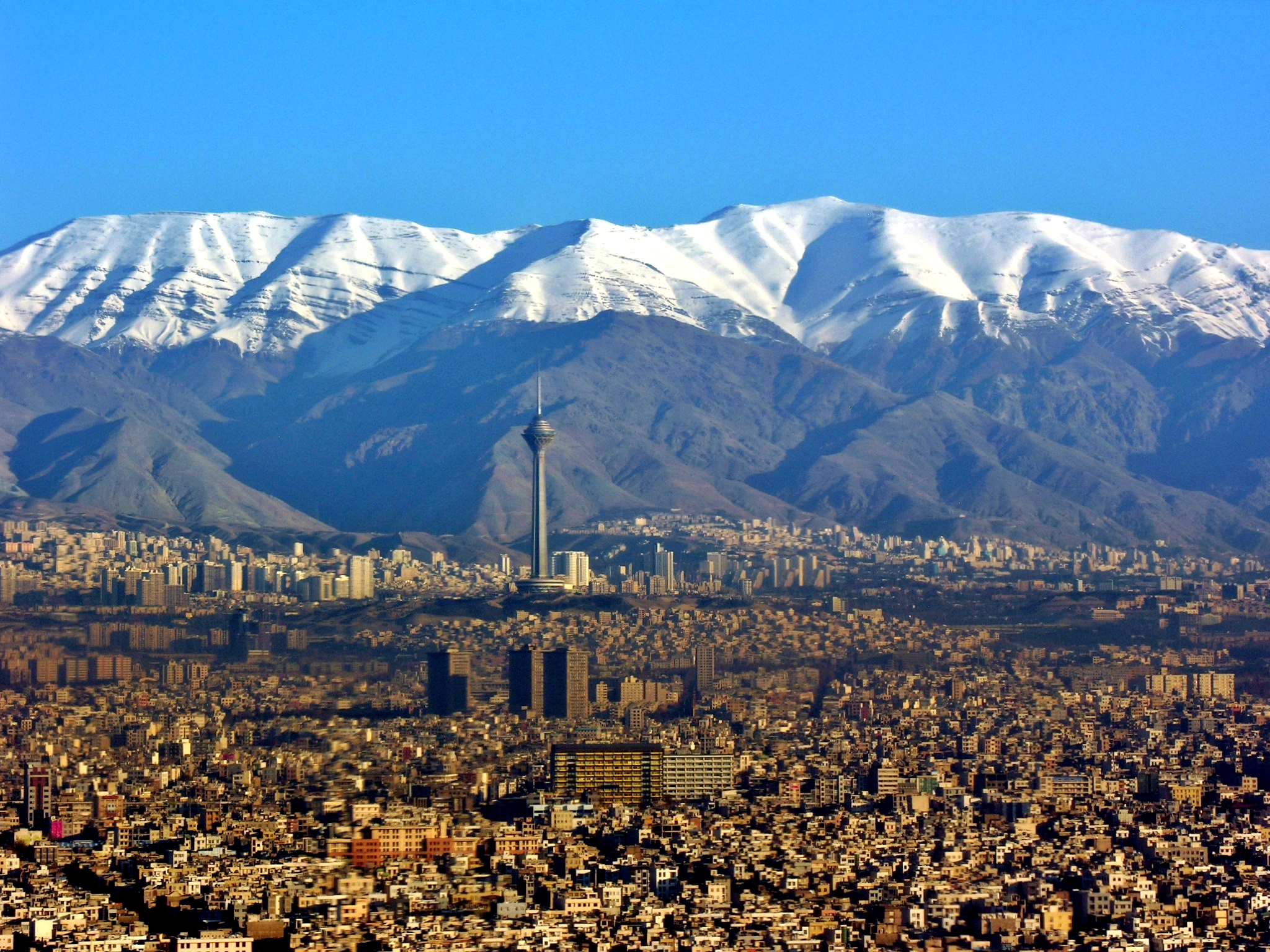
테헤란에서 본 엘부르즈산맥

엘부르즈산맥 또는 알보르즈산맥(페르시아어: البرز)은 이란 북부 카스피해를 따라 동서로 뻗은 산맥이다. 최고봉은 다마반드산이다. 남쪽으로 수도 테헤란이 있다.